# Сунцово
Сунцово — деревня в Малмыжском районе Кировской области в составе Рожкинского сельского поселения. 

## География
Находится на правобережной части района на расстоянии примерно 16 километров по прямой на север от районного центра города Малмыж.

## История
Известна с 1873 года, когда в ней было учтено дворов 31 и жителей 292, в 1905 79 дворов и 488 жителей, в 1926 104 и 499, в 1950 71 и 212 соответственно. В 1989 году учтено 11 жителей.

## Население
Постоянное население  составляло 2 человек (русские 50%, белорусы 50%) в 2002 году, 2 в 2010.